# キミトミタイセカイ
『キミトミタイセカイ』は、関ジャニ∞の楽曲。2021年2月10日にINFINITY RECORDSから45枚目のシングルとして発売された。

## 概要
- 前作『Re:LIVE』から約6ヶ月振りのリリース。
- CDは初回限定盤A・B、通常盤の3形態で発売。
- 表題曲「キミトミタイセカイ」は、メンバーの大倉忠義が主演するフジテレビ系木曜劇場『知ってるワイフ』の主題歌として書き下ろされた楽曲[10]。
  - 同ドラマのタイムスリップという奇跡がきっかけで理想の人生を手に入れながらも自分にとって大切なことを模索していく主人公・剣崎元春の思いに寄り添う、切なさにあふれた至極のラブソングとなっており、見終わった後に、大切な人との幸せな時間を思い出したり共に過ごす未来を思い描きたくなったりする作品の世界観に寄り添いながら、ボイストレーニングやプリプロダクションを重ねた、ボーカルも楽曲もグループとして新ステージとなるラブバラードに仕上がっている[15]。
  - 同曲は、BACK-ONのKENJI03からの楽曲提供である[16]。
    - KENJI03は本曲のサウンドプロデュースやコーラスアレンジも担当している[16]。

  - 同ドラマで主演を務めた大倉は「関ジャニ∞が、久しぶりにラブソングを歌います。作家さんとドラマの為に世の中のあらゆる方に刺さる曲を自粛期間中から連絡を取り合い作ってきました。ドラマは過去に戻りますがこの曲と一緒に明るい未来を照らせたらと思います」とコメントした[11]。
  - 同ドラマの企画・編成の狩野雄太は「最高に素敵なラブソングをいただきました。ドラマ同様、大切な人がいる方々にとって深く心に刺さる歌詞になっていると思います。そして、神曲すぎて何回も何回もヘビロテして聞いています。編集も進んでいるのですが、楽曲とシーンのハマりの良さも抜群で手前味噌ですがスタッフ一同、感動しています」とコメントした[11]。
  - 同曲には、同ドラマで主演を務めた大倉が楽曲制作に携わっており[12]、本作発売前年の2020年3月から制作が開始され、自身の楽曲の中で最長の制作期間となっている[17]。
  - 2021年1月14日、同曲のミュージック・ビデオが公開された[18][19]。
  - 2021年2月4日、上述のMVのストーリーパートを除いた歌唱シーンのみのリップシンクバージョンである「SING ver.」のミュージック・ビデオが公開された[20][21]。
  - 2021年2月7日、自身の冠番組であるテレビ朝日系『関ジャム 完全燃SHOW』にて、同曲のボーカルレコーディングの現場に密着した様子を放送。更に、同放送にて、本曲のフルサイズの音源が先行公開された[22]。
  - 2021年2月9日、同ドラマで大倉が演じる主人公・剣崎元春と広瀬アリスが演じるヒロイン・建石澪の出会いから結婚までの"胸キュン"シーンや未放送シーン等が、同曲にのせて特別編集されたスペシャル動画が公開された[23]。
    - ドラマサイドの「『隣の誰かの事を大切に思える、考えるきっかけになれば』というメッセージが込められた同ドラマをもっと楽しんでいただきたい」と言う思いから、この本編×主題歌のSP動画が完成された[23]。
    - 同動画は、2021年10月現在非公開となっているが、同ドラマのBlu-ray/DVD BOXの特典映像に収録されている[24]。
- カップリング「青春ハードパンチャー」は、出会いや別れの季節に似合う関ジャニ∞らしい応援歌となっている[15]。
  - 初回限定盤A・通常盤のみ収録。
- カップリング「Sweet & Bitter」は、スウィートな歌詞がのったダンスチューンとなっている[15]。
  - 同曲は、森永製菓『バニラモナカジャンボ』「チョコミミ」篇のCMソングとして起用された[25]。
  - 初回限定盤B・通常盤のみ収録。
  - 2021年2月14日、関ジャニ∞のメンバーがキャラクター化した「関ジャニ∞BOY」が、「好いてんダンス」と称した同曲のダンスの振付をレクチャーするアニメーションムービー「Sweet & Bitter #好いてんダンス MOVIE」が公開された[26]。
    - 同動画の振付はバケモノバケツ委員のいりぽん先生が考案した[26]。
- 自身が過去にリリースした楽曲を新たに5人の歌声でアップデートするプロジェクト『Re:8EST Project』の第2弾として、31stシングル「がむしゃら行進曲」を『Re:8EST edition』で収録[15]。
  - 通常盤のみ収録。
- 初回限定盤には特典DVDを付属。
  - 初回限定盤Aには、表題曲「キミトミタイセカイ」のミュージック・ビデオと同MVのメンバー5人それぞれのソロアングル、更に、レコーディング風景やMVでの歌唱シーンを収めたドキュメントを収録[15]。
  - 初回限定盤Bには、関ジャニ∞がチョコレートケーキを作る企画映像「関ジャニ∞のスウィートなバレンタイン 〜チョコっとケーキの良い話〜」と、メンバーそれぞれがASMR的に囁く「チョコっとASMR」を収録[15]。
- 初回限定盤にはグッズ特典が付属。
  - 初回限定盤A・Bのジャケット写真には、スマートフォン等でフラッシュを炊いて撮影すると、ジャケットがオーロラ色に光り、角度やライティングによっても光り方が変わる「オーロラリフレクションジャケット仕様」となっている[15]。
    - 同技術はアパレル等で人気の特許技術「LIGHT FORCE®オーロラリフレクター」を用いており、紙への印刷は世界初となる[15]。

  - 初回限定盤Aには、スマートフォン等でフラッシュを炊いて撮影すると、自身の公式キャラクター「クチビルくん」がオーロラの様に光るマスク「関ジャニ∞オーロラリフレクションマスク」を付属[15]。
  - 初回限定盤Bには、「∞」の形をしたチョコやクッキー、アイスなどが作れるシリコン型クッキングモールド「∞型シリコンクッキングモールド」を付属[15]。
- 2021年2月9日 - 14日、本作の全形態に封入されている、自身のスマートフォン向けアプリ『関ジャニ∞アプリ』用のシリアルコードを特設サイトに入力することで、全6種類の「関ジャニ∞のチョコっとスウィートな壁紙」をシリアルコード1つにつき1枚ダウンロード出来るキャンペーンが実施された[27]。
  - 同壁紙のダウンロードが完了した人の中から抽選で「関ジャニ∞ BOYのたべずにおクッキー」の5体1セットが当たるキャンペーンが追加実施された[28]。
- 自身のシングルにメンバーが作詞や作曲を手掛けた楽曲が1曲も収録されないのは、40thシングル『応答セヨ』以来5作振りである。
- 2024年1月1日、デビュー20周年を記念し、過去にリリースされた全楽曲が各種音楽ダウンロードサービス、サブスクリプションサービスで配信されることに伴い、本作の配信も開始された[29][30][31]。
- 2025年7月23日、表題曲「キミトミタイセカイ」を原案としたコミカライズ作品『キミトミタイセカイ』が各電子書店にて配信予定[32][33][34]。

### 各形態概要
| 曲名                               | 形態  | 形態  | 形態 |
| 曲名                               | 初回A | 初回B | 通常 |
| ---------------------------------- | ----- | ----- | ---- |
| Sweet & Bitter                     | ×     | ○     | ○    |
| 青春ハードパンチャー               | ○     | ×     | ○    |
| がむしゃら行進曲 -Re:8EST edition- | ×     | ×     | ○    |

| 特典内容                                                       | 形態           |
| -------------------------------------------------------------- | -------------- |
| 関ジャニ∞のチョコっとスウィートな壁紙                          | 全形態         |
| 関ジャニ∞ BOYのたべずにおクッキー（5体1セット）                | 全形態（抽選） |
| 特典DVD（詳細は「#特典DVD」を参照）                            | 初回限定盤A    |
| オーロラリフレクションジャケット仕様（モーニングオーロラver.） | 初回限定盤A    |
| 関ジャニ∞オーロラリフレクションマスク                          | 初回限定盤A    |
| 特典DVD（詳細は「#特典DVD」を参照）                            | 初回限定盤B    |
| オーロラリフレクションジャケット仕様（ナイトレインボーver.）   | 初回限定盤B    |
| ∞型シリコンクッキングモールド                                  | 初回限定盤B    |

## 販売形態
- 発売日：2021年2月10日
  - 初回限定盤A（JACA-5876~5878：CD+DVD+マスク）
    - オーロラリフレクションジャケット仕様（モーニングオーロラver.）
    - 関ジャニ∞オーロラリフレクションマスク（フリーサイズ：約W32×H13cm）封入

  - 初回限定盤B（JACA-5879~5881：CD+DVD+クッキングモールド）
    - オーロラリフレクションジャケット仕様（ナイトレインボーver.）
    - ∞型シリコンクッキングモールド（耐熱220℃、耐冷-40℃）封入

  - 通常盤（JACA-5882：CD）
- 発売日：2024年1月1日
  - 配信作品
    - デビュー20周年を記念した音楽ダウンロードサービスおよびサブスクリプションサービスでの配信[29][30][31]。

## チャート成績

### シングルチャート順位
- オリコンチャート
  - 初日152,703枚を売り上げ、2021年2月9日付の「オリコンデイリー CDシングルランキング」で初登場1位を獲得した[1]。
  - 初週217,404枚を売り上げ、2021年2月22日付の「オリコン週間 CDシングルランキング」で週間1位を獲得した[2]。
    - 32作連続、通算40作目のシングル1位となった[2]。

  - 初週218,525ptを記録し、2021年2月22日付の「オリコン週間 合算シングルランキング」で週間1位を獲得した[3]。
  - 累計231,335枚を売り上げ、2021年2月度「オリコン月間 CDシングルランキング」で月間2位を獲得した[4]。
  - 累計238,169枚を売り上げ、2021年度「オリコン上半期 CDシングルランキング」で上半期16位を獲得した[5]。
  - 2021年度「オリコン年間 CDシングルランキング」で年間32位を獲得した[6]。
- Billboard JAPAN
  - 初週218,927枚を売り上げ、2021年2月17日公開の「Billboard JAPAN Top Singles Sales」で週間1位を獲得した[8]。
  - 2021年度「Billboard Japan Top Singles Sales Year End」で年間33位を獲得した[9]。

### 各曲チャート順位
- Billboard JAPAN
  - 初週22,084ptを記録し、2021年2月17日公開の「Billboard Japan Hot 100」で表題曲「キミトミタイセカイ」が週間1位を獲得した[7]。

### ミュージック・ビデオ
- 2021年1月14日に表題曲「キミトミタイセカイ」のミュージック・ビデオが公開され[18]、同月23日に同MVの総再生回数が100万回を突破[35]。以降、2月6日に200万回[36]、2月19日に300万回[37]、3月12日に400万回、5月7日に500万回を突破した。
- 2021年2月4日に上述のMVのリップシンクバージョンである「SING ver.」のMVが公開され[20]、同月13日に同MVの総再生回数が100万回を突破。以降、2月23日に200万回、3月6日に300万回、3月16日に400万回、3月26日に500万回、4月16日に600万回、5月31日に700万回、9月6日に800万回、2022年2月9日に900万回、12月3日に自身初の1000万回を突破した。
- 2021年4月1日に上述2つのMVの合計再生回数が1000万回を突破した。

## 収録曲

### CD

#### 通常盤・初回限定盤B
※「青春ハードパンチャー」以降、通常盤・配信作品のみ収録。
1. キミトミタイセカイ - [4:05]
作詞・作曲・編曲：Hi-yunk
  - フジテレビ系木曜劇場『知ってるワイフ』主題歌[10]
  - BACK-ONのKENJI03からの楽曲提供。
  - 2021年1月14日にMVが公開された[18]。
  - 2021年2月4日に「SING ver.」のMVが公開された[20]。
2. Sweet & Bitter - [3:54]
作詞：田中秀典
作曲：長代憲治
編曲：PRIMAGIC、長代憲治
  - 森永製菓『バニラモナカジャンボ』「チョコミミ」篇CMソング[25]
3. 青春ハードパンチャー - [4:43]
作詞・作曲：GAKU
編曲：大西省吾
4. がむしゃら行進曲 -Re:8EST edition- - [4:16]
作詞・作曲・編曲：Peach
ブラスアレンジ：YOKAN
  - 31stシングルの再録バージョン
5. キミトミタイセカイ (オリジナル・カラオケ)
6. Sweet & Bitter (オリジナル・カラオケ)
7. 青春ハードパンチャー (オリジナル・カラオケ)

#### 初回限定盤A（CD）
1. キミトミタイセカイ
2. 青春ハードパンチャー

### 特典DVD

#### 初回限定盤A（特典DVD）
| #         | タイトル                                    | 作詞  | 作曲・編曲 | 時間  |
| --------- | ------------------------------------------- | ----- | ---------- | ----- |
| 1.        | 「キミトミタイセカイ」(Music Clip)          |       |            | 4:08  |
| 2.        | 「キミトミタイセカイ」(Vocal Document)      |       |            | 38:10 |
| 3.        | 「キミトミタイセカイ」(Solo Angle 村上ver.) |       |            | 4:08  |
| 4.        | 「キミトミタイセカイ」(Solo Angle 横山ver.) |       |            | 4:08  |
| 5.        | 「キミトミタイセカイ」(Solo Angle 大倉ver.) |       |            | 4:08  |
| 6.        | 「キミトミタイセカイ」(Solo Angle 丸山ver.) |       |            | 4:08  |
| 7.        | 「キミトミタイセカイ」(Solo Angle 安田ver.) |       |            | 4:08  |
| 合計時間: | 合計時間:                                   | 62:58 |            |       |

#### 初回限定盤B（特典DVD）
| #         | タイトル                                                             | 作詞  | 作曲・編曲 | 時間  |
| --------- | -------------------------------------------------------------------- | ----- | ---------- | ----- |
| 1.        | 「関ジャニ∞のスウィートなバレンタイン 〜チョコっとケーキの良い話〜」 |       |            | 57:19 |
| 2.        | 「チョコっとASMR」                                                   |       |            | 7:25  |
| 3.        | 「Solo ASMR」(村上ver.)                                              |       |            | 0:53  |
| 4.        | 「Solo ASMR」(横山ver.)                                              |       |            | 1:51  |
| 5.        | 「Solo ASMR」(大倉ver.)                                              |       |            | 0:54  |
| 6.        | 「Solo ASMR」(丸山ver.)                                              |       |            | 0:58  |
| 7.        | 「Solo ASMR」(安田ver.)                                              |       |            | 1:04  |
| 合計時間: | 合計時間:                                                            | 70:24 |            |       |

## 楽曲提供者
- KENJI03（BACK-ON）
  - 「キミトミタイセカイ」（作詞・作曲・編曲）[注 2]

## 参加ミュージシャン
※アルバム『8BEAT』のクレジットより。
キミトミタイセカイ
- Drums：中村一義
- A Piano：サニー
- Strings：四家卯大ストリングス
- all other Instruments：KENJI（BACK-ON）

## 収録作品

### アルバム
キミトミタイセカイ
- 10thアルバム『8BEAT』
- 配信限定アルバム『関ジャニ∞のいろは』

※1ハーフバージョンを収録。
- 配信限定アルバム『関ジャニ∞のいろは2023』

※1ハーフバージョンを収録。

### 映像作品

#### ライブ映像
キミトミタイセカイ
- 20thライブDVD/Blu-ray『KANJANI'S Re:LIVE 8BEAT』
- 22ndライブBlu-ray/DVD『KANJANI∞ DOME LIVE 18祭』
- 23rdライブBlu-ray/DVD『超ARENA TOUR 2024 SUPER EIGHT』（完（CAN）全生産限定盤・初回限定盤 『SUPER EIGHTアプリ』限定配信特典映像）

青春ハードパンチャー
- 21stライブDVD/Blu-ray『KANJANI∞ STADIUM LIVE 18祭』

※初回限定盤A・Bの特典DVD/Blu-rayにも収録。

## テレビ歌唱
キミトミタイセカイ
- CDTVライブ!ライブ!（2021年2月8日、TBS）
- ミュージックステーション（2021年2月12日、テレビ朝日）
- ベストアーティスト2021（2021年11月17日、日本テレビ）

## 漫画
2025年7月23日には、J-POPと電子コミックの融合を掲げる新レーベルとして始動した『MUSIC COMIC LABELZ』（ミュージックコミックレーベルズ）の第1弾の一つとして、本作の表題曲「キミトミタイセカイ」を原案としたコミカライズ作品が各電子書店にて配信された。全3巻。
プロジェクト全体を通し、作品は「クライマックスで、原案元の楽曲がBGMとして盛り上がる」ということを意識し、「友情」「努力」「恋愛」が共通したテーマのオリジナルストーリーとして制作された。
同プロジェクトの実施を記念し、全国6店舗のタワーレコードカフェにて、物語からイメージしたオリジナルフードやドリンクの販売のほか、オリジナルグッズも販売する同プロジェクトとのコラボレーションカフェ『SUPER COMICS CAFE』が8月から10月にかけて開催予定。

### スタッフ
- 脚本 - 兒玉宣勝[41]
- 画 - naru[41]
- タイトルロゴ - 朝吹花、下上ニニ[41]
- キャラクターデザイン - naru[41]
- 表紙協力 - 亜森ちえ、もものつけね[41]
- 原案 - SUPER EIGHT『キミトミタイセカイ』（作詞・作曲・編曲：Hi-yunk）[41]